# تيد هود
تيد هود (بالإنجليزية: Ted Hood)‏ هو مهندس معماري أمريكي، ولد في 5 مايو 1927 في بيفرلي في الولايات المتحدة، وتوفي في 28 يونيو 2013 بسبب ذات الرئة.